# Ingeborg Magnusdotter de Suecia
Ingeborg Magnusdotter de Suecia (1277-Roskilde, 15 de agosto de 1319) fue reina de Dinamarca como la esposa del rey Erico VI. Era hija del rey Magnus Ladulás de Suecia y de Eduviges de Holstein.

## Biografía
Fue dada en matrimonio al rey Erico VI de Dinamarca a la edad de 19 años. Se casaron en Helsingborg en 1296. La reina tendría 8 hijos del rey (algunas fuentes señalan que fueron 14), la mayor parte de los cuales fueron abortos, y el resto murieron en edad temprana.
Tras la muerte de su último hijo, Ingeborg se recluyó en 1318 en el Priorato de Santa Catalina en la ciudad de Roskilde, no se sabe si por decisión propia o de su esposo. Algunas fuentes exponen la trágica muerte de sus hermanos, Erik y Valdemar, como motivo. Según otra versión, fue confinada a la fuerza por su marido, quien la culpó por la muerte de su hijo. Una tercera versión es que estuvo involucrada en las causas políticas de sus hermanos. En cualquier caso, fuera invitada o prisionera del monasterio, se sabe que, antes de su ingreso, fue benefactora del mismo.
Tras un año de monja, falleció en el convento el 15 de agosto de 1319. Fue sepultada en la Iglesia benedictina de Ringsted, donde también sería sepultado el rey Erico VI tres meses después.
La inscripción de su tumba dice: 
"Yo, Ingeborg de Suecia, una vez reina de Dinamarca, pido perdón a cualquiera a quien haya causado dolor, y pido que me perdone y se acuerde de mi alma. Morí en el año de muestro Señor de 1319."